# تلفزيون الصين المركزي CCTV-10
CCTV-10 هي القناة العاشرة التلفزيونية الوطنية لجمهورية الصين الشعبية. وهي قناة علوم وتكنولوجيا وتعليم تنتمي إلى تلفزيون الصين المركزي (بالماندرين:中国中央电视台)، وهي واحدة من المؤسسات الحكومية الرسمية الصينية.
ظهرت في 2001، وهي قناة متخصصة ضمن مجموعة "CCTV" وتبث على أقمار صناعية مختلفة في جميع أنحاء العالم، 24 ساعة على 24.

## البرامج
تبث القناة الكثير من البرامج التعليمية و التكنولوجية و العلمية باللغة الصينية و هذه البرامج ذات نطاق إقليمي و عالمي:
- في مجال التكنولوجيا: تهتم بأخر الإنتاجات و الاختراعات.
- في مجال التعليم: بالأخبار التعليمية و التثقيفية.
- في مجال العلوم: بالاكتشافات العلمية و منها الطبية.

و في هذا الأخير قامت القناة بتغطيات خاصة و لمدة ساعات عن إنفلونزا الخنازير في العالم (المشاكل و الإحصائيات و الاجتماعات و طرق المقاومة و العلاج).

## مقالات ذات صلة
- تلفزيون الصين المركزي.
- مقر تلفزيون الصين المركزي.

## روابط خارجية
- الموقع الرسمي لقناة CCTV-10.